# Tarsopoda
Tarsopoda is een geslacht van vlinders van de familie wespvlinders (Sesiidae).

## Soorten
- T. lanipes Butler, 1874
- T. marcia Druce, 1889